# Льєзька фортеця
Льєзька цитадель (фр. Citadelle de Liège) була центральним укріпленням стратегічного бельгійського міста Льєж, Валлонія, до кінця 19 століття. Вона розташована в районі Sainte-Walburge, 111 метрів (364 фут) над долиною Маас. Разом із Дінаном, Юї та Намюром Льєзька цитадель є частиною так званих Цитаделей Маасу.
Перша цитадель була побудована на висоті над містом в 1255 році. Вона була перебудована на п'ятикутну форму принцом-єпископом Максиміліаном Генріхом Баварським у 1650 році. Цю фортецю незабаром зруйнувала Франція, а потім відновила в 1684 році. Під час наполеонівських війн йому дали п'ять бастіонів у стилі Вобана. До кінця 19 століття цитадель застаріла як форт, замінена дванадцятьма фортами Льєзької укріпленої позиції, хоча вона продовжувала використовуватися як казарми та як командний пункт для укріпленої позиції, сприяючи національним силам країни. Редут.
У 1970-х роках цитадель була значною мірою зруйнована будівництвом на цьому місці лікарні. Залишилися південні стіни. Область на північному боці є меморіалом бельгійцям, страченим у цитаделі німецькими окупантами під час Першої та Другої світових війн, а на південному боці залишилися бункери 20-го століття.

## Історія

### Рання історія
Близько 1000 року, під час правління Ноткера, князя-єпископа Льєжа, місто побудувало свої перші стіни з пісковику. Огородження мало форму видовженого прямокутника площею приблизно 25 гектарів (62 акри), оточене ровом і обсаджене вежами та брамами. Біля підніжжя П'єрруса була побудована надбрамна вежа. Перший міст на місці Аркового мосту був побудований близько 1033 року. На початку 12 століття імператор Священної Римської імперії Генріх IV запропонував більший корпус, але не зміг зібрати необхідні кошти. У 1204 році було розпочато будівництво нової стіни від Сент-Вальбурзької брами до Пейенпорта, а потім вниз до річки, а ще одна стіна будувалася між Хошпортом і Сент-Вальбургем. У травні 1212 року ще незавершені стіни захопили війська Генріха I, герцога Брабантського, який розграбував місто. Підбадьорені цією невдачею, жителі міста завершили будівництво стін у 1215 році.
У 1255 році принц-єпископ Анрі де Гельдр побудував Porte Sainte Walburga з вежами, колодязем, підйомним мостом і в'язницею, яка фактично була першою цитаделлю на цьому місці. У 1468 році війська Карла Сміливого зруйнували місто, незважаючи на атаку 600 Франчімонтуа.

### 17 століття
У 1650 році імператор Священної Римської імперії надав принцу-єпископу Максиміліану Анрі де Бав'єру дозвіл на будівництво форту. Він спорудив великий добре захищений прямокутник, спираючись на досвід німецьких інженерів. Стіни були земляні, включаючи бастіон Сен-Вальбург 1548 року. Однак будівництво було підірвано французами незабаром після завершення.
У 1663 році почалися роботи над першою постійною мурованою цитаделлю. У 1671 р. закінчено будівництво п'ятикутної фортеці з бастіонами по кутах і напівлунями. З зовнішнього боку стіни були обведені ровами, а цитадель об'єднувалася з міськими стінами. Бастіони були названі на честь Св. Ламберта, Св. Франциска, Св. Марії, Св. Максиміліана та Св. Генріха. У центрі цитаделі була розташована каплиця Св. Бальбіни. Французи взяли цитадель у 1675 році. У 1676 році французи зруйнували цитадель, щоб вона не потрапила до рук ворогів. Були підірвані бастіони, напівлуни та частина старих валів. У 1684 році принц-єпископ Максиміліан Генріх Баварський почав відбудовувати цитадель. Однак Версальський договір 1685 року, який гарантував нейтралітет Льєжуази, вимагав знесення цитаделі. У 1691 році французькі війська під командуванням Луї Франсуа, герцога де Буффлера обстрілювали місто з околиць форту де ля Шартрез під час Дев'ятирічної війни.
У 1692 голландський генерал Менно ван Когорн організував оборону Льєжа. Він створив серію захищених траншей на лівому березі Маасу. Ця система використовувала легкі війська за підтримки артилерії, що відображало відсутність інтересу ван Когорна до укріплень.

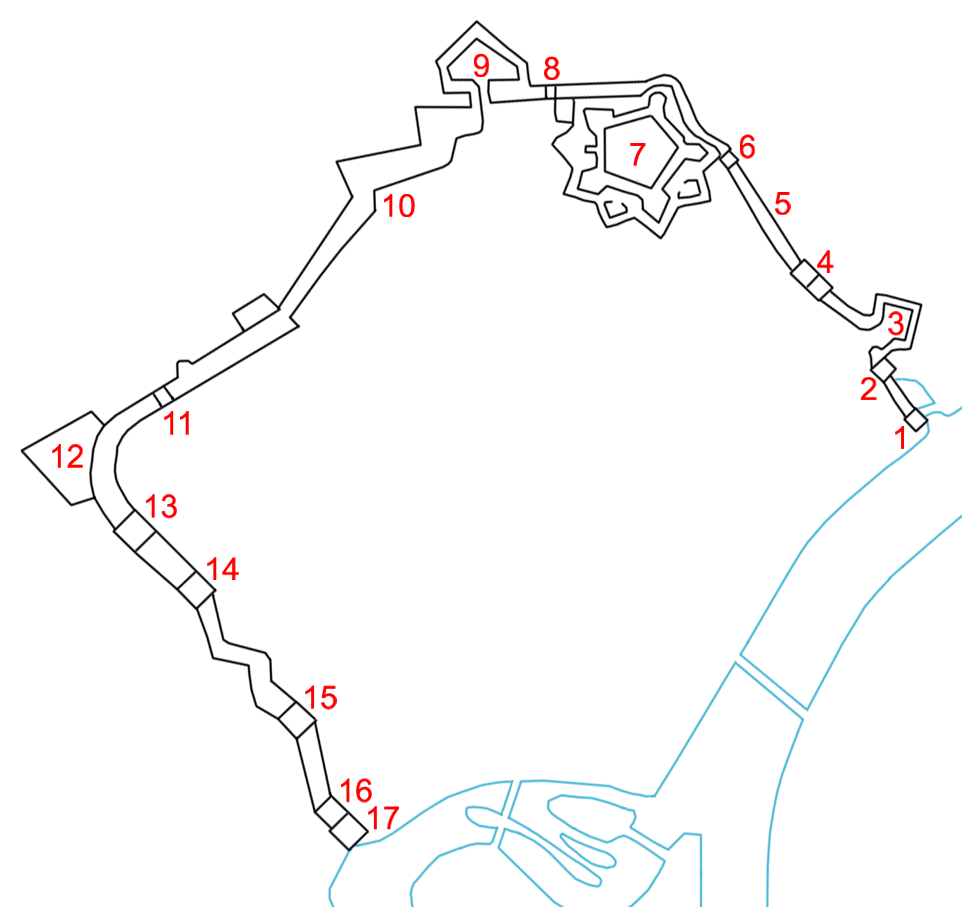
Укріплення Льєжа кінця XVII ст.
1. Порт Магін, 2. Порт Сен-Леонар, 3. Бастіон Сен-Леонар, 4. Порт-де-Фіфегніс, 5. Вал шестисот градусів, 6. Паєнпорте, 7. Цитадель, 8. Порт Сент-Вальбург, 9. Бастіон дю Клерже, 10. Англійський бастіон, 11. Хочепорте, 12. Бастіон Святого Духа, 13. Порт Сент-Маргеріт, 14. Порт Сен-Мартен, 15. Вежа Мохшонів, 16. Порт-де-Бег'я, 17. Вежа-де-Бег'я.

### 18 століття
З початком війни за іспанську спадщину в 1701 році Вобан доручив інженеру Жаку де ла Комбу відремонтувати цитадель. У 1702 році інженер Філлі доповів Вобану, описуючи стан цитаделі як плачевний. Вобан приїхав до Льєжа, щоб спробувати переконати принца-єпископа Баварського Йозефа Клеменса взяти на себе витрати на ремонт.
У 1702 році союзники під командуванням ван Кохорна взяли в облогу цитадель упродовж трьох днів. У 1703 році згідно з Намюрським і Утрехтським договорами Льєж був оголошений нейтралітетом. Нові роботи тривали з 1707 по 1711 роки з додаванням нових бастіонів і напівлунів.
Утрехтський договір 1713 року встановив мир між Францією та Республікою семи об'єднаних провінцій, а потім Раштатський договір, який врегулював суперечки між Францією та Священною Римською імперією, тим самим поклавши край Війні за іспанську спадщину. У 1715 році в Антверпені між Імперією та Сполученими провінціями було підписано Бар'єрний договір, який вимагав знесення цитаделі Льєжа. Бастіони та стіни з боку міста цитаделі залишилися.

### 19 століття
У 1815 році голландці захопили територію після поразки Наполеона. У 1816 році король Нідерландів Віллем I дозволив реконструкцію цитаделі за планом Камерлінга. У 1817 році каплиця Св. Бальбіни, стара брама Сент-Вальбург і бастіон дю Клерже були знесені. Бастіони Сен-Ламбер і Сен-Франсуа були перебудовані, а також додано півлунні надбудови.
Під час Бельгійської революції 1830 року голландський гарнізон капітулював. Другий батальйон першого бельгійського незалежного полку зайняв цитадель. У 1891 році королівський указ знизив статус цитаделі та сусіднього форту Шартрез після будівництва дванадцяти сучасних фортів навколо Льєжа. Цитадель використовувалася як казарми та командний пункт.

### 20 століття

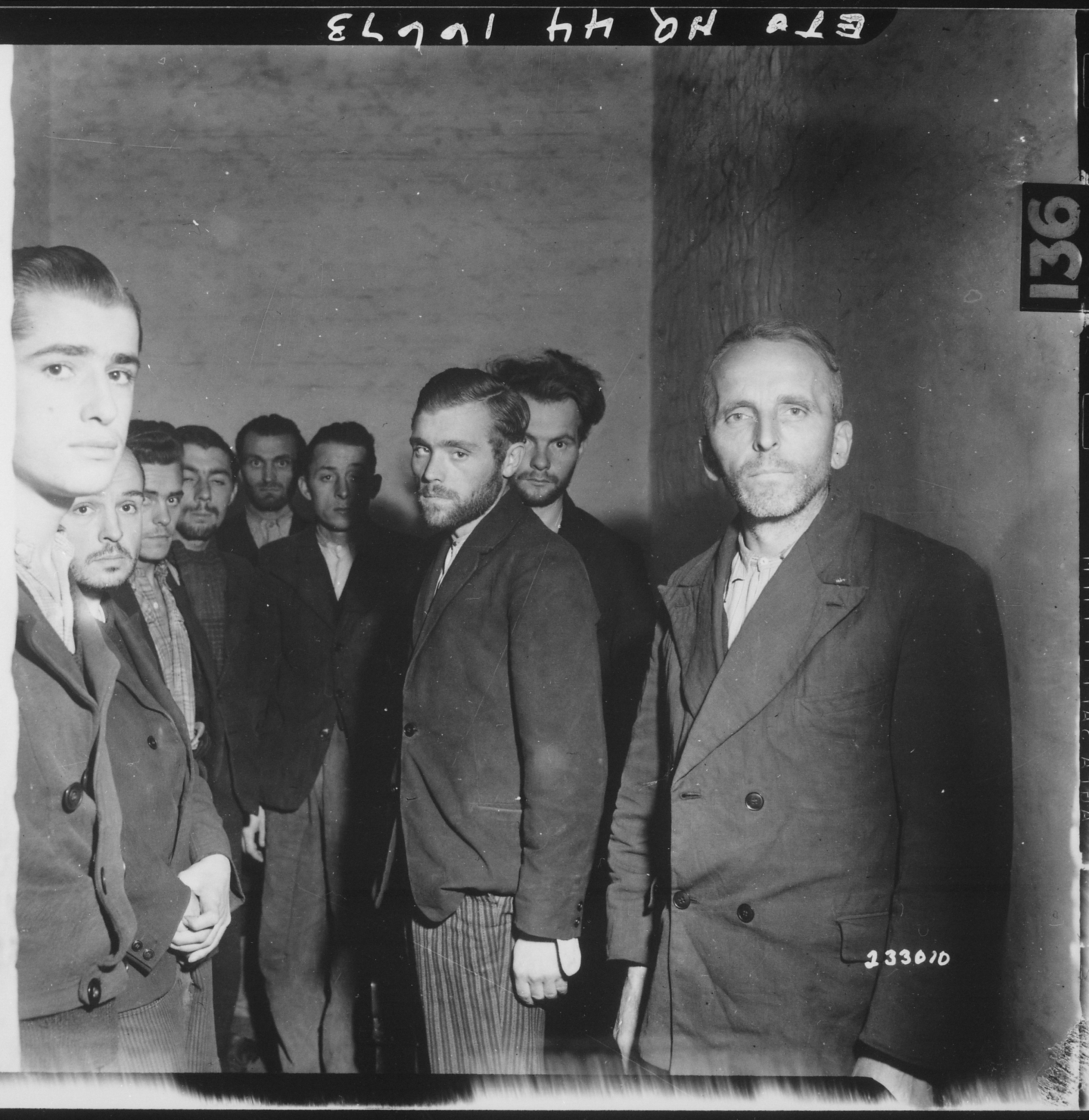
Агенти німецького гестапо, заарештовані після падіння Льєжа, Бельгія, зібрані разом у камері в цитаделі Льєжа.

У 1911 році в цитаделі розквартирували бельгійські війська. У серпні 1914 брали участь в обороні Льєжа від німецького вторгнення. Після капітуляції міста цитадель використовувалася як місце інтернування та як лікарня. Після перемир'я 1918 року він продовжував використовуватися як лікарня.
Командний пункт для укріпленої позиції Льєжа був створений у південній частині цитаделі, у частині, яка збереглася. Округлі бетонні форми трьох бункерів контрастують із старішою кладкою. Після Другої світової війни командний пункт був доповнений повітрозабірною вежею, обладнаною фільтрами для ядерних, біологічних і хімічних забруднень.
Після битви за Бельгію у травні 1940 року цитадель знову була використана німецькими військами для інтернування бельгійців. У 1945 році вона була окупована американськими військами, а в 1947 році бельгійські війська знову зайняли цитадель.
У 1946 році встановлено меморіал розстріляним у цитаделі під час Першої та Другої світових воєн. Enclos des Fusillés («огородження розстріляних») було освячено в 1947 році, на ньому встановлено 197 хрестів, які вшановують пам'ять загиблих.
У 1967 році цитадель була передана Громадському центру соціального забезпечення Льєжа, а в 1970 році було розпочато будівництво Регіонального госпітального центру Цитаделі, знищивши більшу частину старої цитаделі. Роботи з будівництва лікарні розпочато в 1974 році і завершено в 1978 році. У зв'язку з наявністю підземних виробок лікарня була розміщена на забитих палях для опори.
21 грудня 1977 року фортеця та Païenporte Well були внесені до класифікованих структур. 11 жовтня 1982 року бастіони та куртини були визначені, а 23 березня 1988 року стіни та Porte de Païenporte були класифіковані.

## Галерея
Графічне зображення еволюції цитаделі:

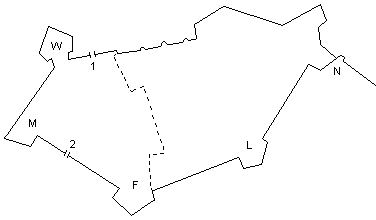
Цитадель Льєжа 1650 р.
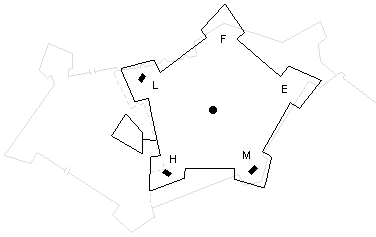
Цитадель Льєжа 1671 р.
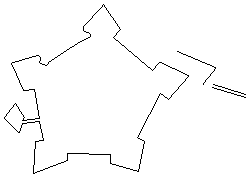
Цитадель Льєжа 1694 р.
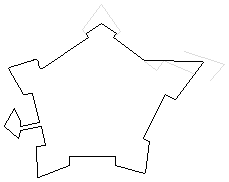
Цитадель Льєжа 1698 р.
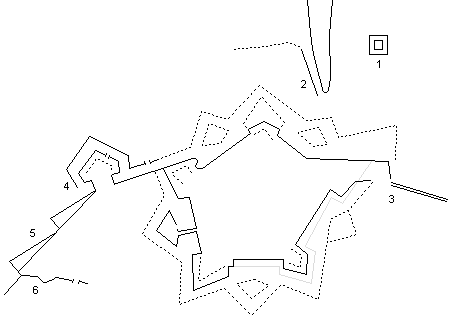
Цитадель Льєжа 1702 р.
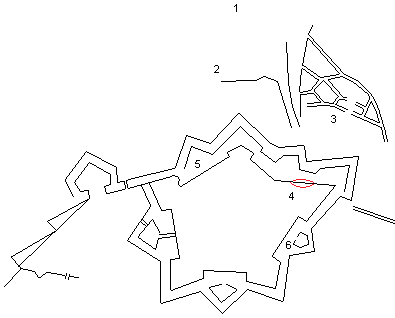
Цитадель Льєжа 23 жовтня 1702 р.
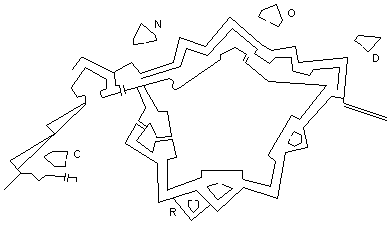
Цитадель Льєжа 1711 р.
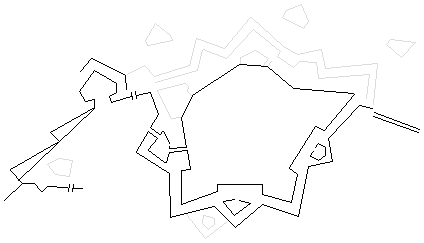
Цитадель Льєжа 1715 р.
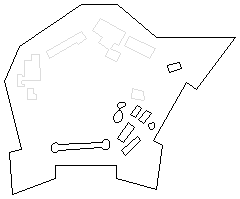
Цитадель Льєжа в 1816 р.
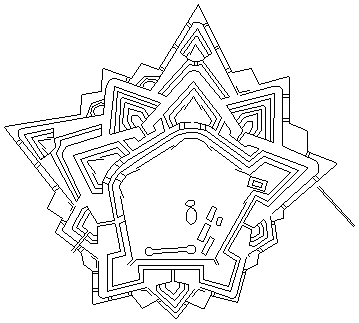
Проект Камерлінга 1817 р.
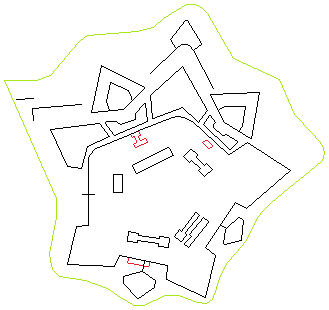
Цитадель 1940-х рр.
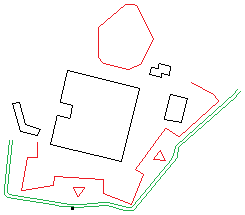
Цитадель Льєжа в 1978 р.